# Polixè
Pel rei Indogrec vegeu Polixè Epifani Sòter
Polixè (en llatí Polyxenus, en grec antic Πολύξενος) fou un noble siracusà que tenia una germana que es va casar amb Hermòcrates de Siracusa (el pare de Dionís el Vell).
Quan Dionís el Vell va prendre el poder suprem el 406 aC i va voler connectar amb les famílies nobles, va donar la seva germana en matrimoni a Polixè, al mateix temps que ell mateix es casava am la filla d'Hermòcrates. Polixè va romandre al costat del tirà fins i tot en els moments difícils com la revolta dels siracusans l'any 404 aC que el volien derrocar, i al setge de Siracusa pels cartaginesos el 395 aC. En aquesta segona ocasió va ser enviat a demanar ajut a les ciutats de la Magna Grècia, Corint i Esparta, i va retornar a Siracusa amb una flota de 30 vaixells dels aliats dirigida per l'espartà Faracides, que va resultar essencial per l'alliberament de la ciutat del setge, segons explica Diodor de Sicília.